# Freiensteinau
Freiensteinau ist eine Gemeinde im mittelhessischen Vogelsbergkreis. Sie liegt am Südhang des Vogelsbergs. Durch den Ort führt die Deutsche Märchenstraße.

## Geographie

### Nachbargemeinden
Freiensteinau grenzt im Norden an die Gemeinde Grebenhain, im Nordosten an die Gemeinde Hosenfeld (Landkreis Fulda), im Osten an die Gemeinde Neuhof (Landkreis Fulda), im Süden an die Stadt Steinau an der Straße (Main-Kinzig-Kreis) und im Westen an die Gemeinde Birstein (Main-Kinzig-Kreis).

### Gemeindegliederung
Die Gemeinde besteht aus den elf Ortsteilen Fleschenbach, Freiensteinau, Gunzenau, Holzmühl, Nieder-Moos, Ober-Moos, Radmühl, Reichlos, Reinhards, Weidenau und Salz.
Sitz der Gemeindeverwaltung ist Freiensteinau, das mit 887 Einwohnern der mit Abstand größte Ortsteil ist.

### Grenzverlauf
Das einzige hessische Regierungsbezirksdreieck der Regierungsbezirke Darmstadt, Gießen und Kassel befindet sich im Südosten von Weidenau. Die Grenze verläuft direkt am dortigen Flurgebiet „In den Hecken“ und grenzt an das von Steinau an der Straße in der Gemarkung von Hintersteinau befindliche Flurgebiet Schabelenzwiese und des Neuhöfer Ortsteils Kauppen mit dem Namen Schrämmswiesen.

## Geschichte

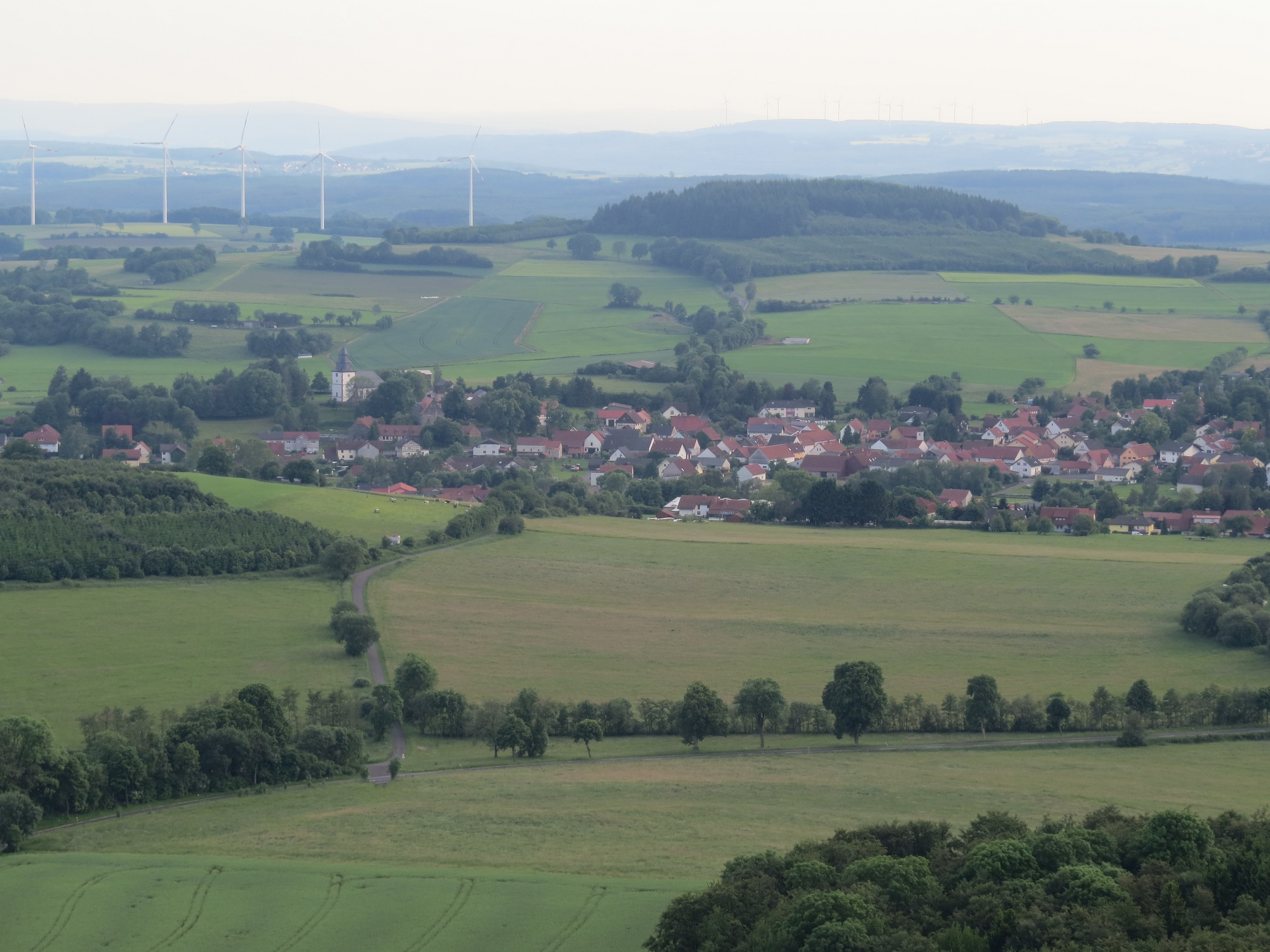
Blick auf den Kernortsteil Freiensteinau, 2016

### Mittelalter
Bereits im 9. Jahrhundert war das Gebiet besiedelt. Die älteste datierte Erwähnung eines Ortsteiles ist die von Fleschenbach (zwischen 863 und 889). Freiensteinau wird zum ersten Mal 1059 als Wostunsteinaha in einer Urkunde erwähnt. „hinc iterum in Wostunsteinha ad zundereshart“. (Durch Freiensteinau hindurch zu dem Wald Zundereshart). Durch das heutige Gemeindegebiet führte eine mittelalterliche Altstraße, die hier gemeinte Via Regia.
Am 29. Oktober 1384 wird Freiensteinau urkundlich mit anderen Orten der Umgebung erwähnt. Bingel von Heroldes wird von dem fuldischen Abt Friedrich I. von Romrod mit Gütern „zu Grebinhain, zu Radmolen, zu Mase, zu Fryensteyn, zu Salcza“ belehnt. Eine Urkunde von 1482 nennt „Freyensteyna“.
Der Siedlungsname beruht auf einem Gewässernamen das althochdeutsche „aha“ bedeutet fließendes Wasser. „Stein“ ist ahd. wie mittelhochdeutsch Felsen oder Stein. Freiensteinau ist der ’Ort, dessen Einwohner durch den Abt von Fulda von Hörigendiensten befreit und mit der Schankfreiheit ausgestattet worden waren.’ Der Beleg des Ortsnamens von 1059 „Wostunsteinaha“ weist darauf, dass der Ort verlassen bzw. unbebaut war. Demnach war die Siedlung zeitweise aufgegeben worden.

### Frühe Neuzeit
Ab 1715 wurden die Gerichte Freiensteinau und Moos gemeinsam durch einen riedeselischen Samtschultheiß verwaltet, der seinen Sitz im Amtshaus in Freiensteinau hatte. In Freiensteinau galten die Riedesel’schen Verordnungen als Partikularrecht. Das Gemeine Recht galt nur, soweit diese Verordnungen keine Bestimmungen enthielten. Dieses Sonderrecht behielt theoretisch seine Geltung auch während der Zugehörigkeit zum Großherzogtum Hessen im 19. Jahrhundert, in der gerichtlichen Praxis wurden aber nur noch einzelne Bestimmungen angewandt. Das Partikularrecht wurde zum 1. Januar 1900 von dem einheitlich im ganzen Deutschen Reich geltenden Bürgerlichen Gesetzbuch abgelöst.
Die Ortsteile Fleschenbach, Freiensteinau, Holzmühl, Radmühl I, Reichlos und Salz bildeten bis 1806 das riedeselische Gericht Freiensteinau. Die Ortsteile Gunzenau, Nieder-Moos und Ober-Moos bildeten zusammen mit den heute zur Großgemeinde Grebenhain gehörenden Ortschaften Metzlos und Metzlos-Gehaag das Gericht Moos. Beide Gerichte waren ein Vogteilehen der Kurpfalz. Da die Lehensherren Wittelsbacher waren, wird in der Öffentlichkeit fälschlicherweise oft eine frühere Zugehörigkeit des Gebiets zu Bayern angenommen. Tatsächlich waren die Gerichte Freiensteinau und Moos jedoch nur während des Dreißigjährigen Krieges vorübergehend und ab 1776, als der pfälzische Kurfürst Karl Theodor Bayern geerbt hatte, bis 1806 ein bayerisch-wittelsbachisches Lehen. Auf die kurpfälzische Lehensherrschaft geht die heute noch gebräuchliche Landschaftsbezeichnung Blaues Eck zurück.

### Neuzeit
Durch die Mediatisierung im Jahr 1806 fielen beide Gerichte an das Großherzogtum Hessen, wo aus ihrem Gebiet das standesherrliche Amt Freiensteinau gebildet wurde. Nach dem Inkrafttreten der hessischen Gemeinde- und Kreisordnung im Jahr 1821 wurden die Gemeinden des vormaligen Amtes Freiensteinau in den Landratsbezirk Herbstein (ab 1825 Landratsbezirk Lauterbach) eingegliedert. Seit 1852 gehörten sie zum Kreis Lauterbach.
Eine gänzlich andere historische Entwicklung nahmen Radmühl II, Reinhards und Weidenau. Radmühl II gehörte bis 1815 zum Gericht Reichenbach im Fürstentum Isenburg-Birstein, kam dann zunächst an das Kaisertum Österreich und 1816 an das Kurfürstentum Hessen. Infolge der Annexion Kurhessens durch das Königreich Preußen nach dem Deutschen Krieg 1866 wurde Radmühl II preußisch, worauf die heutige umgangssprachliche Bezeichnung Preußisch Radmühl zurückgeht. Bis zur Gebietsreform von 1972 gehörte Radmühl II daher auch nicht zum Landkreis Lauterbach, sondern zum bis 1945 preußischen Landkreis Gelnhausen.
Reinhards gehörte bis 1806 zum Amt Schlüchtern innerhalb der Grafschaft Hanau-Münzenberg, die ab 1736 Teil der Landgrafschaft Hessen-Kassel und nachfolgend des Kurfürstentums Hessen war. Ab 1866 preußisch, gehörte der Ort bis 1972 zum Landkreis Schlüchtern. Weidenau dagegen teilte bis 1544 die Geschichte des riedeselischen Gerichts Freiensteinau und gehörte auch kirchlich noch bis 1603 dorthin, bevor sich hier die Territorialherrschaft der 1752 zum Fürstbistum erhobenen Fürstabtei Fulda durchsetzte. Aus diesem Grund ist der Ortsteil heute auch als einziger der Großgemeinde Freiensteinau mehrheitlich katholisch. Ab 1815 war Weidenau kurhessisch, ab 1866 preußisch und gehörte bis zur Gebietsreform zum Landkreis Fulda.
Die Großgemeinde Freiensteinau wurde im Rahmen der Gebietsreform in Hessen zum 31. Dezember 1971 durch den formal freiwilligen Zusammenschluss der bis dahin eigenständigen Gemeinden Fleschenbach, Freiensteinau, Gunzenau, Holzmühl, Nieder-Moos, Ober-Moos, Reichlos und Salz gebildet. Am 1. August 1972 erfolgte durch Landesgesetz die Eingliederung der bis zu diesem Zeitpunkt noch selbstständig gebliebenen Gemeinden Radmühl (westlich der Salz, im Landkreis Gelnhausen), Radmühl (östlich der Salz, im Landkreis Lauterbach), Reinhards (bis dahin im Landkreis Schlüchtern) und Weidenau (bis dahin im Landkreis Fulda).
Mit Ausnahme von Radmühl II (westlich der Salz), Reinhards und Weidenau verbindet die Ortsteile der Großgemeinde Freiensteinau die jahrhundertelange Zugehörigkeit zum Herrschaftsgebiet der Freiherren Riedesel zu Eisenbach.

## Politik

### Gemeindevertretung
Die Kommunalwahl am 14. März 2021 lieferte folgendes Ergebnis, in Vergleich gesetzt zu früheren Kommunalwahlen:
| Sitzverteilung in der Gemeindevertretung 2021Insgesamt 19 Sitze - SPD: 3 - FW: 9 - GBE: 7 | Parteien und Wählergemeinschaften | Parteien und Wählergemeinschaften           | % 2021 | Sitze 2021 | % 2016 | Sitze 2016 | % 2011 | Sitze 2011 | % 2006 | Sitze 2006 | % 2001 | Sitze 2001 |
| Sitzverteilung in der Gemeindevertretung 2021Insgesamt 19 Sitze - SPD: 3 - FW: 9 - GBE: 7 | FW                                | Freie Wähler                                | 49,2   | 9          | 41,1   | 8          | 37,5   | 7          | 41,0   | 8          | 43,2   | 10         |
| Sitzverteilung in der Gemeindevertretung 2021Insgesamt 19 Sitze - SPD: 3 - FW: 9 - GBE: 7 | GBE                               | Gemeinschaftsliste Blaues Eck               | 34,4   | 7          | –      | –          | –      | –          | —      | —          | —      | —          |
| Sitzverteilung in der Gemeindevertretung 2021Insgesamt 19 Sitze - SPD: 3 - FW: 9 - GBE: 7 | UBL                               | Unabhängige Bürgerliste                     | —      | —          | 18,6   | 4          | 17,6   | 3          | —      | —          | —      | —          |
| Sitzverteilung in der Gemeindevertretung 2021Insgesamt 19 Sitze - SPD: 3 - FW: 9 - GBE: 7 | SPD                               | Sozialdemokratische Partei Deutschlands     | 16,4   | 3          | 14,7   | 3          | 17,4   | 3          | 33,8   | 6          | 31,9   | 7          |
| Sitzverteilung in der Gemeindevertretung 2021Insgesamt 19 Sitze - SPD: 3 - FW: 9 - GBE: 7 | CDU                               | Christlich Demokratische Union Deutschlands | —      | —          | 13,1   | 2          | 14,4   | 3          | 25,2   | 5          | 24,9   | 6          |
| Sitzverteilung in der Gemeindevertretung 2021Insgesamt 19 Sitze - SPD: 3 - FW: 9 - GBE: 7 | Bündnis                           | Bündnis für Freiensteinau                   | —      | —          | 12,4   | 2          | 13,1   | 3          | —      | —          | —      | —          |
| Sitzverteilung in der Gemeindevertretung 2021Insgesamt 19 Sitze - SPD: 3 - FW: 9 - GBE: 7 | gesamt                            | gesamt                                      | 100    | 19         | 100    | 19         | 100    | 19         | 100    | 19         | 100    | 23         |
| Sitzverteilung in der Gemeindevertretung 2021Insgesamt 19 Sitze - SPD: 3 - FW: 9 - GBE: 7 | Wahlbeteiligung in %              | Wahlbeteiligung in %                        | 65,0   | 65,0       | 64,4   | 64,4       | 66,0   | 66,0       | 62,4   | 62,4       | 64,0   | 64,0       |

### Bürgermeister
Nach der hessischen Kommunalverfassung wird der Bürgermeister für eine sechsjährige Amtszeit gewählt, seit dem Jahr 1993 in einer Direktwahl, und ist Vorsitzender des Gemeindevorstands, dem in der Gemeinde Freiensteinau neben dem Bürgermeister ehrenamtlich ein Erster Beigeordneter und sechs weitere Beigeordnete angehören. Bürgermeister ist seit dem 1. Januar 2015 der parteiunabhängige Sascha Spielberger. Er wurde als Nachfolger von Friedel Kopp, der nach vier Amtszeiten nicht wieder kandidiert hatte, am 20. Juli 2014 in einer Stichwahl bei 71,5 Prozent Wahlbeteiligung mit 72,3 Prozent der Stimmen gewählt. Es folgte eine Wiederwahl ohne Gegenkandidaten am 1. November 2020.
Amtszeiten der Bürgermeister
- 2015–2026 Sascha Spielberger[16]
- 1991–2014 Friedel Kopp[17]
- 1960–1990 Johannes Karl (1925–2016)[20]

### Wappen und Flagge
Wappen

Blasonierung: „In Gold eine blaue Raute, belegt mit vier silbernen, dreiblättrigen Kleeblättern in Kreuzform.“
Das Wappen wurde der Gemeinde Freiensteinau am 13. Juli 1991 durch den Hessischen Innenminister genehmigt. Gestaltet wurde es durch den Bad Nauheimer Heraldiker Heinz Ritt.
Während der Klee selbst für die Land- und Forstwirtschaft in der Gemeinde steht symbolisieren die zwölf Blätter die zwölf Ortsteile Freiensteinaus. Das sie zusammenhaltende Kreuz zeigt die Verbindung der zwölf Orte sowie die frühere Zugehörigkeit zur Abtei Fulda. Die frühere Zugehörigkeit zur Kurpfalz wird durch die blaue Raute gezeigt.
 Flagge 
Die Flagge wurde der Gemeinde am 7. Oktober 1992 genehmigt und wird wie folgt beschrieben:
„Auf blauer Flaggenbahn, die beiderseits durch einen schmalen gelben Längsstreifen unterbrochen wird, in der oberen Hälfte aufgelegt das Gemeindewappen.“

### Partnerschaften
Freiensteinau unterhält seit 1977 Kontakte zu der französischen Gemeinde Tourouvre in der Normandie. Hieraus entstand 1990 eine Gemeindepartnerschaft.

## Religionen

Die Katholische Filialkirche in Freiensteinau

### Evangelisch
In Freiensteinau ist der spätgotische Chorturm der evangelischen Kirche aus der zweiten Hälfte des 14. Jahrhunderts damit das älteste Bauwerk. An diesen wurde zwischen 1721 und 1724 das heutige Kirchenschiff angebaut.

### Katholisch
1946 kamen zahlreiche katholische Heimatvertriebene aus dem Sudetenland auch in die Ortschaften im südöstlichen Vogelsberg.
Die katholische Filialkirche Freiensteinau zählt zur Pfarrei Maria Himmelfahrt Grebenhain. Diese umfasst das Gebiet der Gemeinden Grebenhain und Freiensteinau. Sie gehört zum Bistum Mainz.

## Kultur und Sehenswürdigkeiten

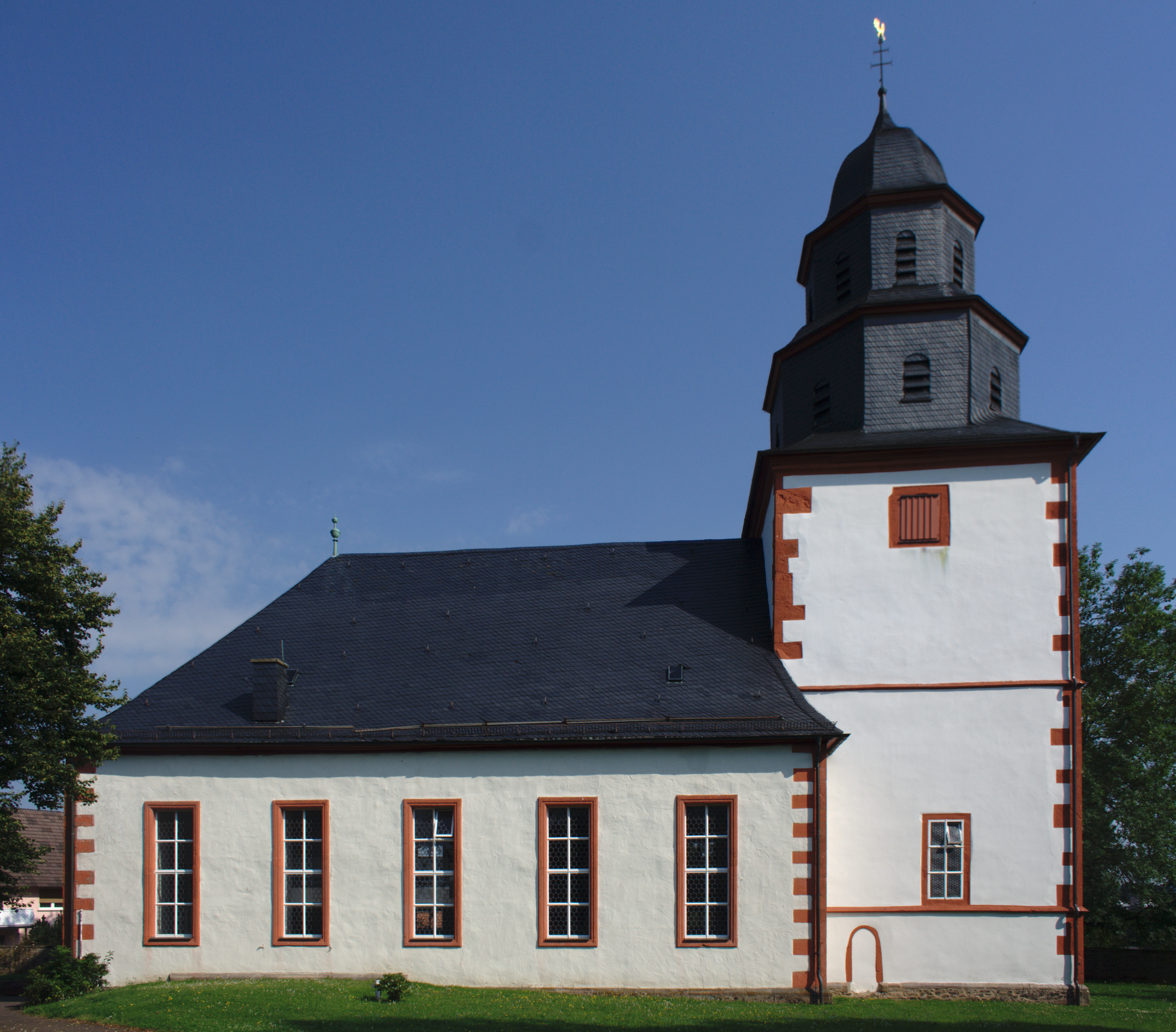
Evangelische Pfarrkirche in Freiensteinau

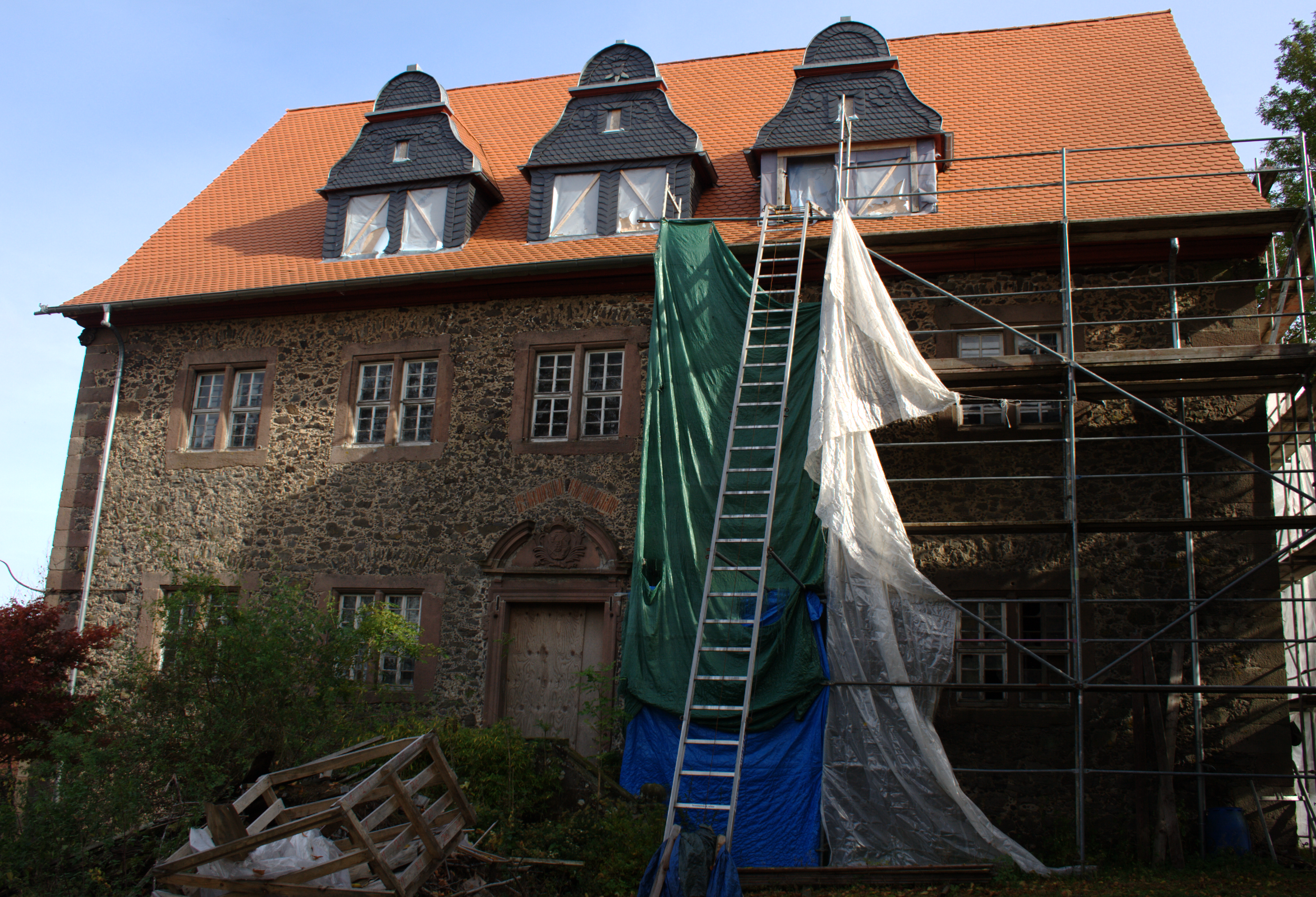
Hauptgebäude des früheren riedeselischen Amtshofes in Freiensteinau

### Kirche
Der spätgotische Chorturm der evangelischen Kirche stammt aus der zweiten Hälfte des 14. Jahrhunderts und ist damit das älteste Bauwerk in Freiensteinau. An diesen wurde zwischen 1721 und 1724 das heutige Kirchenschiff angebaut. Nach verschiedenen Annahmen soll das alte Kirchenschiff im 11. Jahrhundert errichtet worden und der Kirchturm ursprünglich ein Wehrturm aus dem 8. Jahrhundert gewesen sein.

### Amtshof

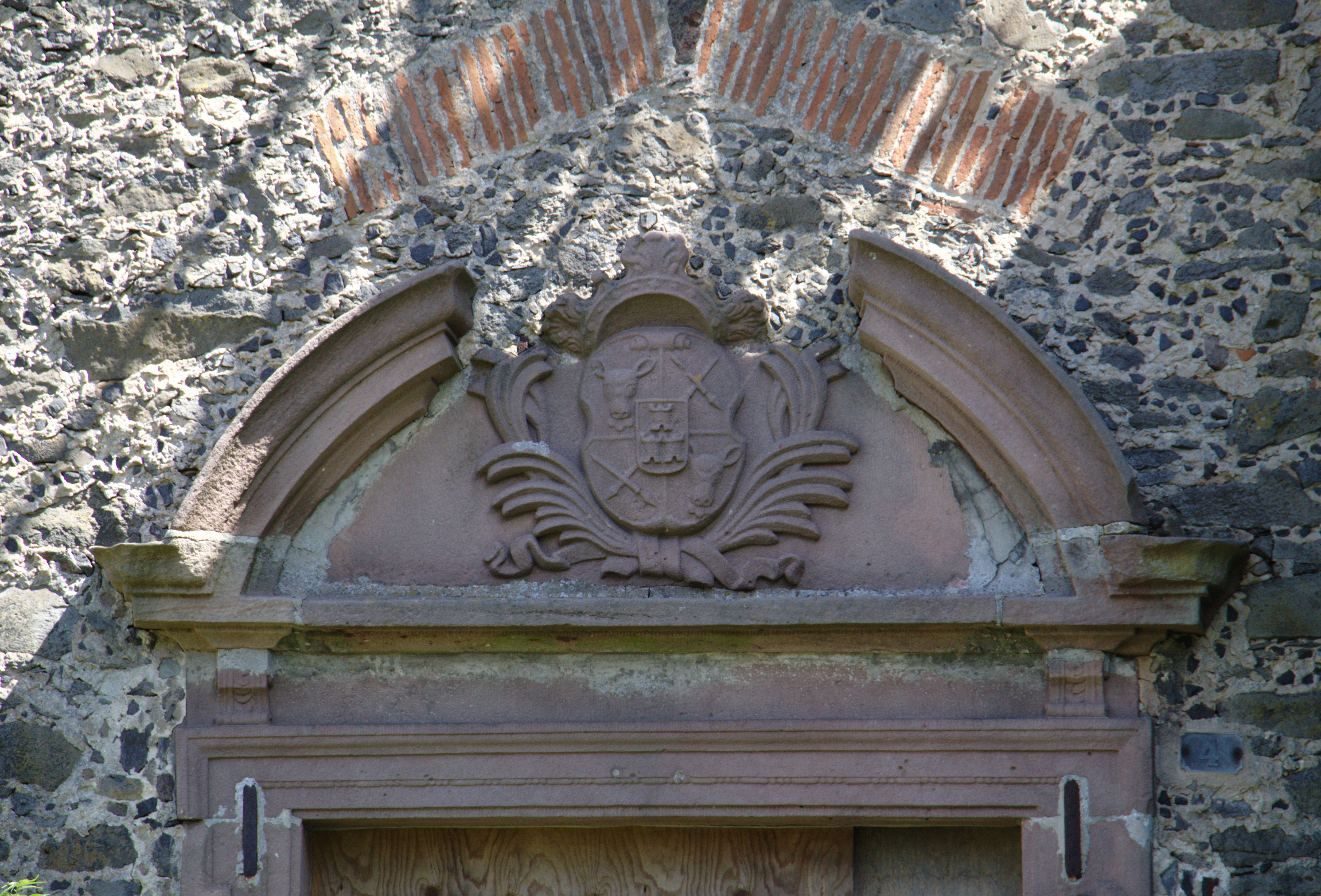
Das Wappen der Riedesel zu Eisenbach, Erbmarschälle von Hessen über dem Eingang des Amtshauses

Unterhalb der Kirche befinden sich die Gebäude eines ehemaligen Hofgutes der Freiherren Riedesel zu Eisenbach, die bis 1806 die Grund- und Gerichtsherren von Freiensteinau waren. Das frühere Herrenhaus des Hofgutes, umgangssprachlich auch als Schloss bezeichnet, war bis zur Mediatisierung durch die Rheinbundakte 1806 das Amtshaus der riedeselischen Samtschultheißen. Von hier aus wurde das Gericht Freiensteinau, seit 1715 zusammen mit dem ebenfalls riedeselischen Gericht Moos, verwaltet. Der Gerichtsplatz befand sich vor dem Amtshof und wird heute durch zwei alte Ziehbrunnen markiert.
Das Gutshofensemble besteht neben dem 1688 erbauten und in den 1920er Jahren umgebauten Herrenhaus aus einer Hofreite mit Stallungen und Scheunen sowie einem Gärtnerhaus auf einer Grundfläche von etwa 15.000 Quadratmetern. Der Amtshof war bis 1975 im Eigentum der Riedesel und diente zeitweise auch als Wohnsitz eines Zweiges der Familie.
Das Grundstück des früheren Amtshofes ist seit 1975, dem Verkauf durch die Riedesel, geteilt:
- Die größere Fläche und die alten Gebäude der Hofreite, die der Bewirtschaftung und Verwaltung des Gutes dienten, Verwalterwohnung, Scheunen und Ställe gehören der Gemeinde Freiensteinau. Diese Gebäude wurden in den letzten Jahren restauriert. Die NABU-Ortsgruppe Freiensteinau hat einen kleinen Raum im Torhaus als Ausstellung eingerichtet; eine Besichtigung ist nach Absprache möglich. Andere Gebäudeteile werden für Jahrmärkte genutzt. Ein Teil der Scheunengebäude dient zum Unterstellen von landwirtschaftlichem Gerät, während der ehemalige Schafstall zurzeit nicht genutzt wird.
- Die Grundstücksfläche mit dem früheren Amtshaus, ein Teil der Wirtschaftsgebäude, Freiflächen und die private Begräbnisstätte wurden von der Familie von Westernhagen erworben.[26]

### Musik
Die Orgel der evangelischen Kirche in Nieder-Moos wurde im Jahre 1790/91 von Johann-Markus Oestreich aus Oberbimbach bei Fulda erbaut. Alljährlich finden rund um die Orgel die Nieder-Mooser Sommerkonzerte statt.

### Sport

#### Fahrrad
Von 2004 bis 2007 fand in Freiensteinau jedes Jahr eines der größten Radsportereignisse Deutschlands statt. Beim „Vulkan-Marathon“ gab es Strecken in sechs verschiedenen Längen (28 bis 222 km), die nicht nur durch das Blaue Eck, sondern auch durch den gesamten Vogelsbergkreis bzw. vier benachbarte Landkreise führen. Aus finanziellen bzw. vereinstechnischen Gründen findet die Veranstaltung jedoch nicht mehr statt.

#### Fußball
Der Fußballverein „SG Freiensteinau 1947“ ist mit seiner ersten Herrenmannschaft zur Saison 2019/20 in die siebte deutsche Spielklasse, die Gruppenliga Fulda aufgestiegen und die 2. Mannschaft spielt in der B-Liga Schlüchtern (zehnte Spielklasse). Die Damenmannschaft ist 2019 in die Verbandsliga Nord aufgestiegen und somit fünftklassig, das zweite Damenteam konnte in die Gruppenliga Fulda aufsteigen.
Die Fußballmannschaft des Ortsteiles Nieder-Moos, der SV Nieder-Moos 1921, spielt nach dem Wiederaufstieg 2019 in der A-Liga Schlüchtern, die KSG Radmühl, die den Spielbetrieb nach der Saison 2008/09 zeitweilig einstellte, ist seit der Saison 2011/12 wieder mit einer Mannschaft im Spielbetrieb vertreten und konnte 2019 den Aufstieg in die B-Liga Schlüchtern feiern.

## Wirtschaft und Infrastruktur
Das Gebiet der Gemeinde Freiensteinau ist landwirtschaftlich geprägt, jedoch ist nur noch ein Bruchteil der Bevölkerung in der Landwirtschaft beschäftigt. Der seit Jahresbeginn 2014 einzige größere Industriebetrieb ist der im Kernortsteil Freiensteinau ansässige Kanülenhersteller Acti-Med AG mit 110 Mitarbeitern. Die Firma wurde 1997 in Biebergemünd gegründet und siedelte 2001 nach Freiensteinau über.
Bis 2014 existierte in Freiensteinau ein Zweigwerk der in der Kreisstadt Lauterbach ansässigen Verpackungsmittelfirma STI Group, die STI Vertriebs- und Industrieservice GmbH mit zuletzt noch 82 Mitarbeitern. Das Werk existierte seit 1958 und übernahm innerhalb der STI-Firmengruppe zuletzt die Endfertigung von Displays. Im Dezember 2013 wurde die Schließung des Standorts bekanntgegeben, dessen Produktion in das benachbarte STI-Zweigwerk in Grebenhain-Oberwald verlagert wurde.

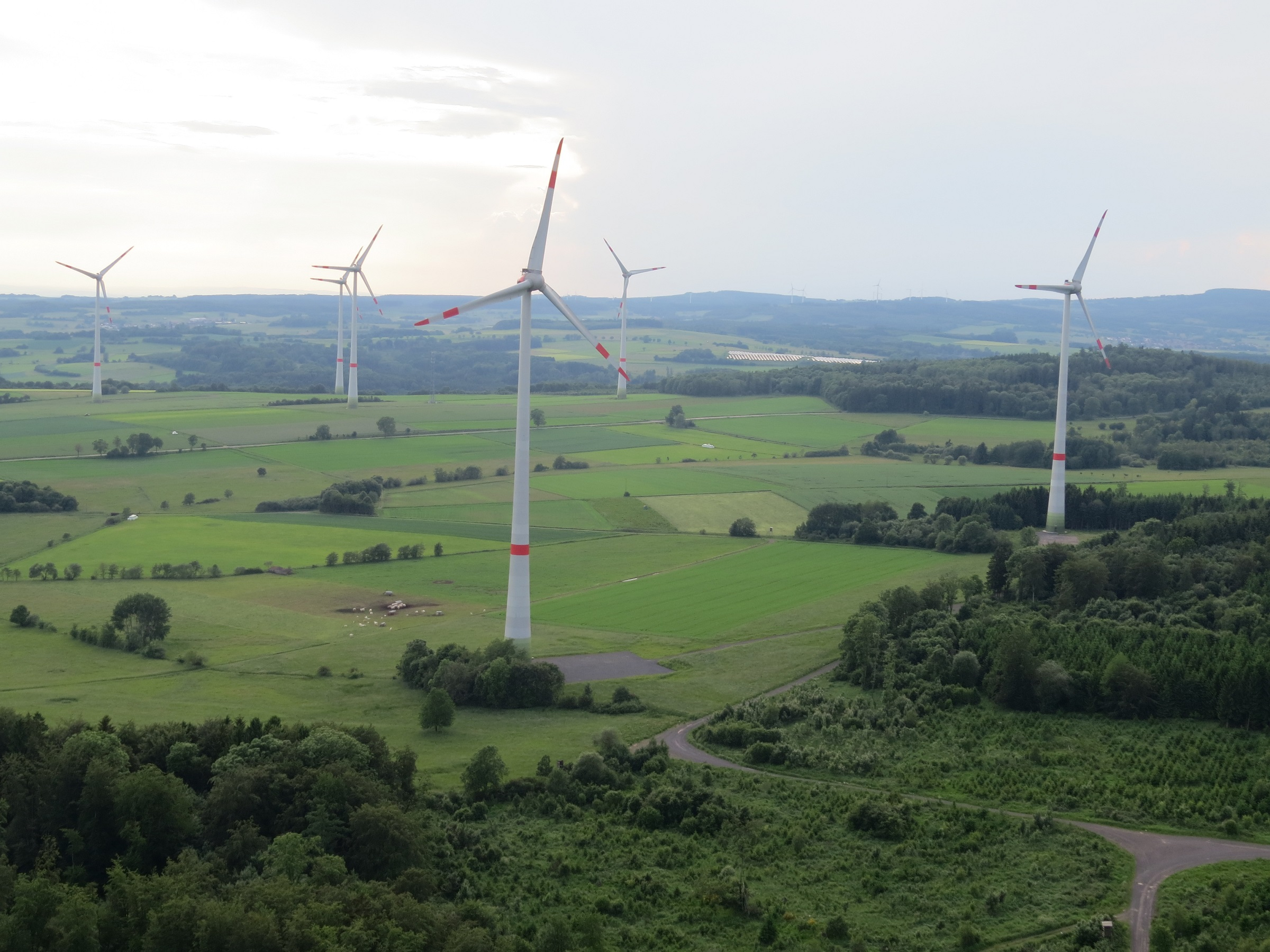
Anlagen der beiden im Jahr 2014 fertiggestellten Windparks nördlich von Freiensteinau in den Fluren „Hallo“ und „Auf der Haid“

### Energie
Ähnlich wie Ulrichstein ist Freiensteinau innerhalb der Region mittlerweile für die Nutzung regenerativer Energien bekannt. Im Gemeindegebiet existieren drei Windparks und ein Solarpark. Zudem wird der Ortsteil Gunzenau als Bioenergiedorf durch eine Holzhackschnitzel-Heizungsanlage versorgt.
- Solarpark Ober-Moos: Inbetriebnahme 2012, 12.328 Module, Gesamtnennleistung 3,02 MWp.
- Windpark Fleschenbach-Neustall: Inbetriebnahme 2009, 9 Anlagen, Gesamtnennleistung 18 MW.
- Windpark Freiensteinau: Inbetriebnahme 1997 (Erweiterung 1999, Repowering 2013–2014), 4 Anlagen, Gesamtnennleistung 12 MW  (vor Repowering 2,4 MW).
- Windwald Blaues Eck: Inbetriebnahme 2014, 7 Anlagen, Gesamtnennleistung 21 MW.

### Bildung
Die Windbergschule in Freiensteinau ist die Grundschule für das Gemeindegebiet mit etwa 150 Schülern und Schülerinnen. Sie wurde 1966 als Mittelpunktschule gegründet und verfügte bis 1982 auch über einen Hauptschulzweig.

## Persönlichkeiten

### Söhne und Töchter der Gemeinde
- Adalbert Freiherr von Schleifras (1650–1714), fuldischer Propst in Blankenau und Fürstabt der Reichsabtei Fulda.
- Alexander Backhaus (1865–1927), deutscher Agrarwissenschaftler
- Reinhold Daum (1892–wahrscheinlich 1945), hessischer Landtagsabgeordneter der NSDAP und SS-Obersturmbannführer, als KZ-Arzt im KZ Osthofen an Verbrechen gegen die Menschlichkeit beteiligt
- Daniel Terzenbach (* 1980), Vorstandsmitglied der Bundesagentur für Arbeit

### Persönlichkeiten mit Bezug zur Gemeinde
- Otto Lang (1883–1955), hessischer Landtagsabgeordneter (NSDAP) und NSDAP-Kreisleiter in Lauterbach, Tierarzt in Nieder-Moos.
- Gottfried von Dietze (1921–2012), langjähriger Pfarrer in Nieder-Moos, Wegbereiter des Therapeutischen Reitens.